# غيفهورن
غيفهورن (بالألمانية: Gifhorn) هي بلدة ألمانية تقع في ألمانيا في سكسونيا السفلى.  يقدر عدد سكانها بـ 42,143 نسمة .

## المدن التوأمة
مدن كسانثي، غاردهليغن، Korsun-Shevchenkivskyi، Dumfries، Hallsberg و Hallsberg Municipality هي مدن توأمة لـغيفهورن.

## أعلام
- فابيان كلوز
- كاتارينا ماري شوبرت
- بيارن تويلكي
- أ. إي. يوهان
- فريدريش بارتيلس